# Diptychia
Diptychia là một chi bướm đêm thuộc họ Geometridae.